# História da Polónia (1939–1945)
A história da Polónia de 1939 a 1945 abrange a invasão alemã da Polónia até ao final da Segunda Guerra Mundial. A 1 de Setembro de 1939, sem um aviso formal de declaração de guerra, a Alemanha invadiu a Polónia. O pretexto da Alemanha foi que as tropas Polacas tinham alegadamente cometido "provocações" (o chamado Incidente de Gleiwitz) ao longo da fronteira germano-polaca, mas na realidade foi um ataque encenado pelos alemães. A Alemanha também utilizou desculpas como, a disputa entre a Polónia e a Alemanha sobre o direito alemão à Cidade Livre de Danzig, bem como a necessidade de abrir uma passagem entre a Prússia Oriental e o resto da Alemanha através do Corredor Polaco para justificar a invasão. Em conformidade com o Pacto Molotov-Ribbentrop, a Polónia foi dividida entre a Alemanha e a União Soviética, que também invadiu a Polónia a 17 de Setembro de 1939.

## Invasões Alemãs, Eslovacas e Soviéticas

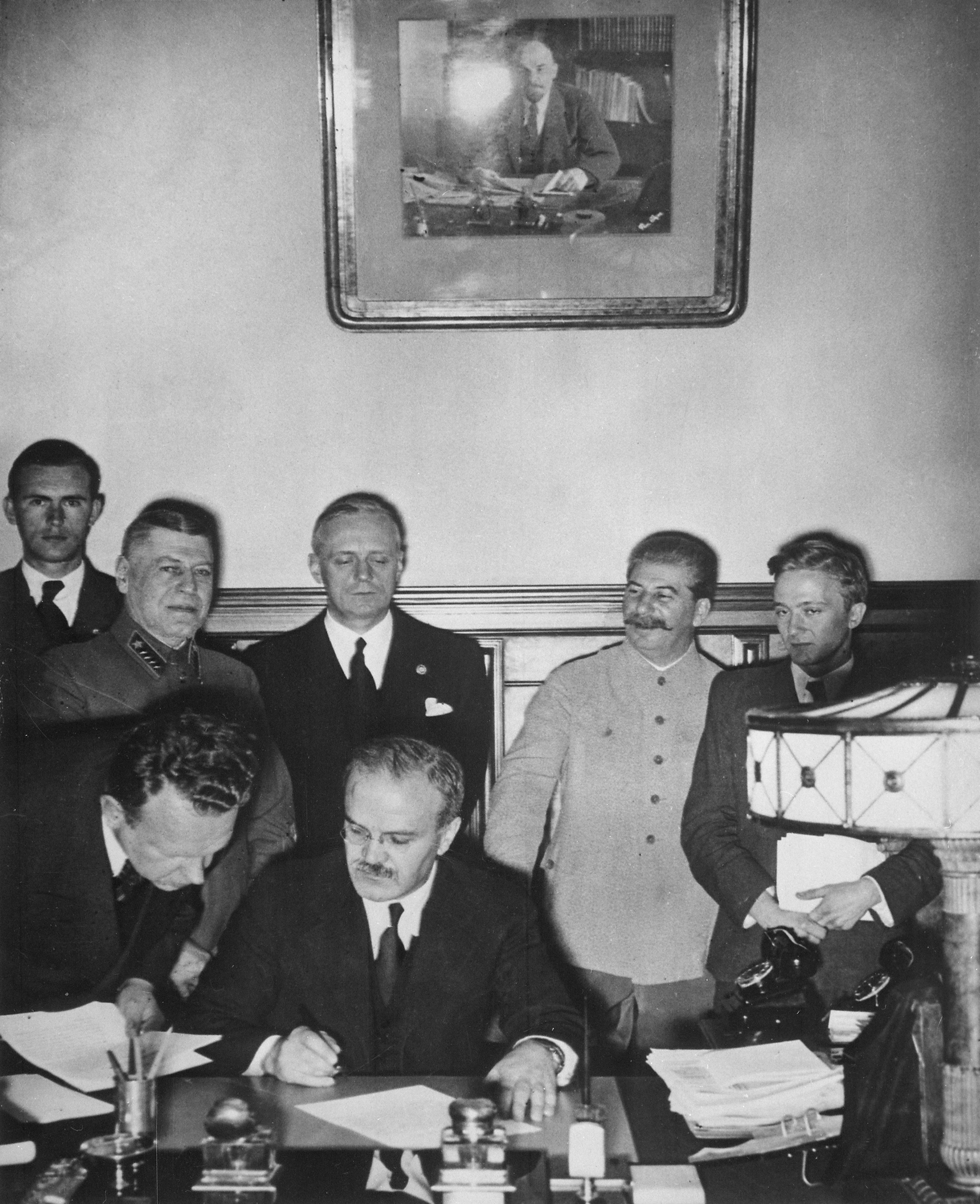
Primeiro-Ministro soviético Vyacheslav Molotov assina o Pacto Molotov-Ribbentrop. Atrás dele em pé (esquerda), Ministro dos Negócios Estrangeiros alemão Joachim von Ribbentrop e (à direita) Joseph Stalin. O pacto nazi-soviético criou uma aliança e selou o destino da Polónia.

As forças armadas polacas resistiram à invasão alemã, mas a sua posição estratégica foi desesperada, porque a Polônia estava cercada pelos territórios alemães Pomerânia, Silésia e Prússia Oriental (todas eles partes integrantes da Alemanha) e pela Checoslováquia controlada pela Alemanha. O recém-formado estado eslovaco ajudou os seus aliados alemães atacando a Polônia a partir do sul. A União Soviética invadiu-a a partir da outra direção encontrando-se as forças polacas bloqueadas pela costa Báltica pela frota marítima soviética e alemã. Na Polônia, os alemães utilizaram a tácita de Vernichtungsgedanke' 'que mais tarde evoluiu para a Blitzkrieg ("guerra relâmpago"): constituída por uma rápida evolução das divisões blindadas de Panzers, em conjunto com bombardeamentos aéreos para quebrar a concentração militar, bem como o bombardeamento aéreo de cidades indefesas para quebrar o moral dos civis. O Exército e a Força Aérea polaca tinham pouco equipamento moderno para suportar o ataque.
As forças alemãs eram numericamente e tecnologicamente superiores em comparação com as forças armadas polacas. Os alemães entraram com 85% das suas forças armadas na Polônia, constituídas por 1,6 milhão de homens, 250.000 caminhões e outros veículos automóveis, 67.000 peças de artilharia, 4.000 tanques e uma divisão de Cavalaria. Alguns dos pilotos da Luftwaffe eram os veteranos de elite da Legião Condor que tinham participado na Guerra Civil Espanhola (1936-39). A força aérea alemã era composta por 1.180 aviões (principalmente Messerschmitt Bf 109s), 290 bombardeiros de mergulho Ju 87 Stuka, 290 bombardeiros convencionais (principalmente tipo He 111), e 240 variadas aeronaves navais.

## Consequências posteriores
O governo comunista polonês no pós-guerra reivindicou a nacionalidade dos 6 milhões de judeus mortos até o final da guerra fria, número confirmado pela HAP.